# Chthonius caoduroi
Chthonius caoduroi är en spindeldjursart som beskrevs av Giuliano Callaini 1987. Chthonius caoduroi ingår i släktet Chthonius och familjen käkklokrypare. Inga underarter finns listade i Catalogue of Life.